# Geri Halliwell
Geraldine Estelle "Geri" Horner, lánykori nevén Halliwell (Watford, 1972. augusztus 6. –) angol énekesnő, dalszerző és színésznő.

## Élete
Pályafutását táncosnőként kezdte, de volt fotómodell és műsorvezető is. 
Egészen 1998-ig volt a Spice Girls tagja, amikor kilépett és szólókarrierbe kezdett. 
Legnagyobb sikereit első albuma, a Schizophonic (1999) és második albumának első kislemeze, az It's Raining Men (2001) érte el. Több sikeres gyermekkönyvet írt. 
2006-ban született meg kislánya, Bluebell, akinek apja Sacha Gervasi. 
2007-ben újra csatlakozott a Spice Girls-höz. 
2015. május 16-án házasságot kötött Christian Hornerrel, a Formula–1-ben dolgozó csapatfőnökkel.
2016-ban az Attitude Awards ünnepségen megkapta a tiszteletbeli Meleg-díjat. 
2017-ben megszületett második gyermeke, Montague George Hector Horner. Kisfia a George nevet anyja néhai barátja, George Michael emlékére kapta, a Montague-t pedig azért, mert Geri és Christian nagy rajongója a Rómeó és Júlia történetnek.

## Diszkográfia
Szólóalbumok
- Schizophonic (1999)
- Scream if You Wanna Go Faster (2001)
- Passion (2005)

Kislemezek
- Look at Me (1999)
- Mi Chico Latino (1999)
- Lift Me Up (1999)
- Bag It Up (2000)
- It's Raining Men (2001)
- Scream if You Wanna Go Faster (2001)
- Calling (2001)
- Ride It (2004)
- Desire (2005)
- Half of Me (2013)

## Filmográfia

### Játékfilmek
| magyar cím   | eredeti cím  | év   | szerep               | magyar hangja   |
| ------------ | ------------ | ---- | -------------------- | --------------- |
| Gran Turismo | Gran Turismo | 2023 | Lesley Mardenborough | Szőlőskei Tímea |